# 로버트 이토

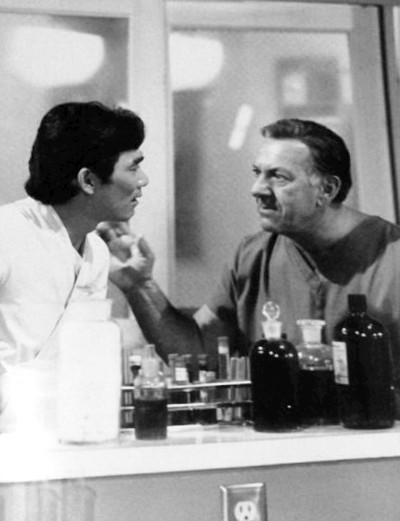

로버트 이토(Robert Ito, 1931년 7월 2일 ~ )는 캐나다의 배우이다.
밴쿠버에서 태어났다.

## 출연 작품
- 픽사, 도쿄에 가다 (2008년)
- 임모탈 (2000년)
- 오메가 코드 (1999년)
- 종횡사해 2 (1996년)
- 할로우 포인트(영어판) (1996년)
- 고양이 특공대 (1993년)
- 데드 앤드 (1991년)
- 암호를 해독하라 (1987년)
- 머나먼 정글 (1987년)
- 죽음의 기도 (1985년)
- 카우보이 밴자이의 모험 (1984년)
- 미드웨이 (1976년)
- 롤러볼 (1975년)

### 텔레비전
- 아이언사이드 (1970-72)
- 매시 (1972-76)
- 코작 (1974)
- 형사 Q (1976-83)
- 낫츠 랜딩 (1986)
- 닥터 퀸 (1998)